# Южный нефтегазоносный регион Украины
Ю́жный нефтегазоно́сный регио́н Украины (укр. Південний нафтогазоносний регіон України) — нефтегазоносный регион  в Украине, расположенный на территории Автономной Республики Крым, Одесской, Николаевской, Херсонской, Запорожской и частично Донецкой областей, а также акваторий Чёрного и Азовского морей. Площадь 290,6 тыс. км2 (57,5 % суша и 42,5 % акватория). По состоянию на начало 1999 года в регионе 39 месторождений (10 нефтяных, 7 газоконденсатных, 22 газовых).

## Классификация
- Балтийско-Переддобрудская нефтегазоносная провинция
  - Переддобрудская нефтегазоносная область: Алуатско-Тузловский нефтегазоносный район • Нижнепрутский-Тузловский нефтегазоносный район
- Причерноморско-Северокавказско-Мангышлакская нефтегазоносная провинция
  - Азовско-Березанская нефтегазоносная область: Североазовский перспективный район • Центральноазовский нефтеносный район
  - Индоло-Кубанская нефтегазоносная область: Северосивашско-Тимашовский перспективный район • Таманско-Северокерченский нефтегазоносный район • Южнокерченский нефтегазоносный район • Сорокинско-Суботинский нефтеносный район
  - Причерноморско-Крымская нефтегазоносная область: Таврийский газоносный район • Черноморский-Северокрымский нефтегазоносный район • Каламисткий перспективный район • Придунайский нефтегазоносный район
  - Черноморская перспективная область: Восточночерноморский перспективный район • Западночерноморский перспективный район

## История освоения
Недра юга Украины издавна известны как вместилище углеводородов. Об этом свидетельствуют амфоры с нефтью в могильниках Боспорского царства, найденные на Керченскому полуострове. Бурение первых неглубоких скважин близ природных выходов нефти на земную поверхность на Керченском полуострове (1864 г.) значительных результатов не принесло, однако отдельных землях были созданы незначительные промыслы по добычи нефти. В 1920-х гг. перед руководством А. Д. Архангельского сделаны научно-исследовательские работы по изучению стратиграфии и тектоники Керченского полуострова, оценке его нефтегазоносности. В 1935—1937 гг. В. В. Колюбинской, Г. А. Лычагиным и М. В. Муратовым был обобщён геологический материал по всему Крымскому полуострову и составлено геологическую карту масштабом 1:1 000 000. Определены главные направления поисково-разведывательных работ по нефти и газу на Керченском полуострове и рекомендованы структуры, перспективные в отложениях миоцена и майкопской серии. Бурильные работы производились созданным в 1933 г. трестом Крымнефтегаз. Добыча возобновилась в 1921 г. на Чонгелецкой (Приозёрной) и Мошкаревской площадях. С 1936 г. Краснодарской геофизической конторой начато электроразвелывательные исследования на Керченском полуострове. Добыча нефти в те времена осуществлялась только на 2 месторождениях. В 1944 г. был создан трест Крымнефтегазразведка, что позволило увеличить объёмы поискового бурения, охватить новые районы, включая Равнинный Крым и Северное Причерноморье, а также расширить стратиграфический диапазон исследуемых залежей. В этот период комплексные геофизические работы стают основой для новых геологических строений. По данным гравиметрической съёмки (1946-1952 гг.) составлено карту аномалий силы тяготения масштаба 1:500 000 для Равнинного Крыма (Н. В. Биркган). В 1947-1949 г. проведена геомагнитная съёмка масштаба 1:200 000 (А. Г. Куршинов). Значительную роль в развитии нефтегазопоисковых работах сыграли сейсмические исследования методом отбитых волн, которые обязательно и достаточно являются предметом для постановки поискового бурения нефти и газа на локальных объектах. В 1944—1960 гг. поиски месторождений углеводородов распространяются и на прочие регионы Крыма и Присивашья, возрастают их стратегический объем, приближаясь к залежам нижнего мела, включительно, и глубина бурения. Но месторождения, которые имели б промышленное значение, обнаружено не было. Только на Керченском полуострове увеличился фонд мелких месторождений (Мысовое, Малобабчицкое прочие). Первый фонтан газа в Равнинном Крыму был получен на Задорненской площади из образований палеоцена в 1960 г. Со временем были открыты нефтяное Октябрьское и газовые Глебовское и Карлавское месторождения (1961 г.). На протяжении 1960-х гг. геофизическими работами были обнаружены ловушки не только в палеоценовых, но и в майкопских отложениях. Глубоким бурением было открыто еще несколько месторождений природного газа. Всё это позволило проложить первые в Крыму газопроводы (1966—1967 гг.) с Глебовского месторождения к Евпатории, Сакам, Симферополю, Бахчисараю и Севастополю. Позднее были подключены другие месторождения. И вскоре вся система газоснабжения Крыма соединена с всеукраинской (1967 г.). В конце 1960-х гг. в начале 1970-х гг. появились первые обобщённые работы по геологическому строению Крыма и Причерноморья (М. Ф. Скопиченко, В. Л. Гуревич, М. В. Чирвинская, В. Б. Соллогуб), которые основывались на геофизических данных. Активное участие в исследовании региона кроме сотрудников треста Крымнефтегазразведка принимали участие рабочие прочих НИИ. Резко увеличился объём поисково-разведывательного бурения и глубины скважин. Возрос фонд геофизических исследований. В начале 1970-х гг. На северо-западном шельфе Чёрного моря сейсмическими исследованиями был подготовлен ряд структур для глубоководного бурения. В 1975 г. на поднятии Голицина из скважины №7 получен первый фонтан газа на Черноморском шельфе Украины. Менее чем за год, в 1976 г., получен прилив газа из скважина Северо-Керченская №1 в Азовском море. С 1970 по 1990 г. в северо-западной части шельфа Чёрного моря геофизическими методами были обнаружены около 46, а в акватории Азовского моря — 22 перспективные структуры. В 1979 г. была создана специальная инстанция для поисково-разведывательного бурения в акватория УССР ПО Черноморнефтегазпром (сейчас ГАО Черноморнефтегаз). В Западном Причерноморье, начиная с 1946 г. бурения, были обнаружены многочисленные проявления природного газа. В период 1946-1954 гг. поиском нефти и газа занимались многочисленные организации. Благодаря этим исследованиям были получены результаты про глубинное строение Днепровско-Прутского междуречья. Но поиски углеводородов не принесли желаемых результатов, и в 1954 г. они были прикрашены. Принципиально важным для стратегии поисков стало открытие в 1983 г. Восточно-Саратского нефтяного месторождения в карбонатных среднедевонских породах. Это событие изменило мнение многих исследователей по поводу этого региона. Позднее было открыто Жовтоярское нефтяное месторождение и незначительные залежи углеводородов на Белолесской и Сариясской площадях. Состоянием на декабрь 2007 г. поисковых скважин глубиной более 5 км на акваториях данного яруса нет.

## Стратиграфический очерк

Литостратиграфические разрезы Переддобрудской, Причерноморско-Крымкой и Индоло-Кубанской нефтегазоносных областей (слева на право)

Стратиграфический разрез юга и акватории Украины представлен породами архея, протерозоя и фанерозоя. Архейские и протерозойские метаморфические и магматические образования раскрытые скважинами в Северном Причерноморье и Приазовье в фундаменте Восточноевропейской платформы. Предположительно верхнедокембрийские и нижнепалеозойские сланцы и магматические комплексы обнаружены глубоким бурением в складчатом основании так называемой Скифской плиты, которую в Крыму образованы, вероятно, палеозойскими, триасовыми и местами юрскими породами. На юге Одесской области и соседнем черноморском шельфе основную часть платформового чехла составляют палеозойско-триасовые отложения. В других районах доминируют мезозойские и кайнозойские осадочные породы, мощность которых максимальная (более 8 км) в акваториях Чёрного и Азовского морей и некоторых других участках Тарханкутского и Керченского п-овов (5-7 км). В Западном Причерноморье на породах фундамента залегают песчано-глинистый пласт (до 2 км) венду-нижнего кембрия, который перекрыт известняками и доломитами силура. Его разрез начинается слоем светло-серых песчаников и алевролитов толщиной 30-40 м, выше которого залегают тёмно- и зеленовато-серые песчаники и фиолетово-бурые аргиллиты, туфоаргилиты с слоями туфитов, алевролитов и песчаников мощностью до 750 м. Она перекрывается пластом тонкого чередования песчаников, алевролитов и аргиллитов мощностью до 650 м. Нижнекембрийские отложения обнаружены только на ограниченном участке молдавской части Западного Причерноморья и представлены балтийской серией. Вона представлена серыми аргиллитами, алевролитами, песчаниками, изредка интрузивными гранитными телами, общей мощностью до 280 м. Образования ордовика распространены приблизительно в том же районе, что и нижнекембрийские, перекрывая их трансгрессивно. Они представлены светлыми кварцеобразными песчаниками с прослойками более тёмных аргиллитов. Их мощность не превышает 30 м. Силурийские отложения развиты почти по всей территории Западного Причерноморья и на острове Змеином, где трансгрессивно залегают на породах позднепротерозойского, местами кембрийского или ордовикского века. В наиболее полный разрезах наблюдаются все ярусы нижнего и верхнего отделений: ландоверийский, венлоцкий, лудлов и даунтон, общей мощностью до 610-660 м. В большинстве разрезов они представлены серыми и тёмно-серыми пелитоморфными и органогенно-детритовыми глинистыми, изредка доломитизированными известняками и мергелями с прослойками аргиллитов. В южных районах карбонатные образования сменяются однородным пластом чёрных аргиллитов с редкими прослойками мергелей и глинистых известняков. Младшие мощности (более 2500 м) отложения здесь представлены в целом песчанисто-глинистым, сульфатно-карбонатным и преимущественно карбонатным слоями соответственно нижнего, среднего и верхнего девона, которые залегают без особенных признаков перерыва на силурийские породы. Нижний девон в составе жидинского, зигенского и емского ярусов представленный преимущественно тёмно- и зелёно-серыми аргиллитами с тонкими прослойками мергелей, глинистых известняков, изредка алевролитов и песчаников. В южно-восточных районах Переддобружья и на о. Змеиный в нижней части слоя аргиллиты сменяются мергелями известняками. Мощность нижнего девона достигает 1460 м. Средне- и верхнедевонский разрез представлен всеми ярусами. Эйфельский повсеместно сложен серыми и буровато-сероватыми доломитами и ангидритами мощностью до 500 м. Живетский, франский и фаменский ярусы на западе региона сложены преимущественно доломитизированными известняками, а на побережье и акватории – доломитами, известняками и ангидритами. Встречаются слои мергеля, аргиллитов, иногда песчаников серого и тёмно-серого цветов. Общая мощность достигает 1220 м. В строении каменноугольной системы в восточной части Западного Причерноморья берут участи карбонатные образования турнейско-нижневизейского и теригенно-глинистые верхневизейско-серпуховского яруса, суммарной мощностью 1200 м. Они со временем залегают на верхнедевонских отложениях. Наиболее полные их разрезы обнаружены в северо-восточных районах Переддобружья и прогнозируются в прилегающей акватории. Турнейский ярус и нижняя половина визейского здесь представлены серыми и тёмно-серыми разной мерой глинистыми известняками, иногда доломитами и ангидритами, мощностью до 560 м, верхняя часть визейского и серпуховского ярусов – тёмно-серыми аргиллитами, серыми алевролитами и песчаниками с тонкими прослойками каменного угля и, иногда, известняков. Мощность угленосной толщи достигает 650 м. На западе Переддобружского прогиба разрез нижнекаменноугольных образований сильно сокращён. Тут наблюдаются только карбонатные породы турнейского и визейского ярусов, мощностью до 320 м. Нижнекаменноугольные отложения несогласно перекрыты нижнетриасовыми красноцветными континентальными образованиями, мощностью до 1000-1200 м, с пачками вулканогенных разновидностей. Они залегают трансгрессивно, с угловой несогласованностью на породах раннекаменноугольного века и представлены красноцветными песчаниками, алевролитами и аргиллитами с прослойками гравелитов, конгломератов и вулканатов. В районе сел, Татарбунары и Фурмановка вулканаты играют существенную роль в разрезе, а парой и главную. На крайнем северо-западе Переддобружского прогиба (Баймаклийская, Готештская и Голубойская площади) рядом с песчанисто-глинистыми породами распространены карбонатные и сульфатные. Их мощность достигает 1300 м. В других районах юга Украины образования данного века достоверно не установлены. Некоторые стратиграфы относят к палеозойским зеленовато-серые аргиллиты, алевролиты, песчаники, гравелиты и мелкогалечные конгломераты под условно юрскими и нижнемеловыми отложениями в северо-западном Приазовье. Также слабо обусловленный палеозойский век от домелового комплекса пород (скадовская свита), раскрытый в Северном Причерноморье на Скадовской площади разведывательной скважиной Скадовская-1. Он представлен красноцветными пятнистыми разнозернистыми песчаниками с прослойками гравелитов, изредка алевролитов и аргиллитов, общей мощностью 436 м. Мезозойские отложения триаса, юры, мела распространены только в Северо-Западном Причерноморье, и западной части северо-западного шельфа Чёрного моря до Одесского разлома. Среди горных осадков среднего и верхнего триасов на западе региона преобладают карбонатные фации, на востоке – песчанисто-глинистые. В Горном Крыму последние вместе с аргиллитами, алевролитами и песчаниками образуют флишевидную таврическую серию, возраст которой одни исследователи определяют как верхнетриасовый — нижнеюрский, другие — нижнемеловой. В строении среднетриасовой части разреза в придунайской зоне берут участие светло-серые и серые с различными оттенками известняки, доломиты, мергели, изредка аргиллиты и песчаники. Их общая мощность превышает 300-350 м. Отложения верхнего триаса в этом районе представлены карнийскими и норийскими ярусами. Они сложены на Старотрояновской площади мощной (3140 м) толщей тёмно-серых пелитоморфных, органогенно-пелитоморфных и тонко- и мелкозернистых мергелей с пластами и отдельными пачками светло- и тёмно-серых пелитоморфных мелко-среднезернистых органогенно-дендритовых известняков, тонкими прослойками серых и тёмно-серых различно отсортированных песчаников и алевролитов. В верхней части разреза встречаются аргиллиты и изредка ангидриты. В юго-восточном направлении (село Десантное) количество и мощность карбонатных и глинисто-карбонатных образований уменьшается. На крайнем северо-западе Переддобруджья (село Муразлеевка) под среднеюрскими отложениями исследовательскими скважинами открыты серые аргиллиты, мергели и известняки позднего триаса, мощностью более 127 м. Кайнозойский комплекс (мощностью до 2200 м) представлен преимущественно известняками и мергелями палеоцена, глинами нижнего и мергелями среднего и верхнего эоцена, а также преимущественно глинистыми породами майкопской серии (верхний олигоцен — нижний миоцен). В северо-западном Крыму и прилегающем северо-западном черноморском шельфе (площади Голицина, Шмидта и т.д.) в разрезе палеоцена преобладают известняки и мергели, а на Керченском п-ове — глины, мергели и известняки с тонкими прослойками алевролитов. На востоке равнинного Крыма, в Присивашье, Северном Причерноморье и северо-западном Приазовье распространены мелководные образования — детритовые песчанистые известняки и мергели с прослойками алевролитов и песчаников. Местами терригенные разновидности преобладают. В зоне среднеазовского поднятия палеоценовые отложения отсутствуют. В западном Причерноморье палеоцен палеонтологически определён только в районе пгт Мирный и представлен мергелями. Мощность палеогеновых отложений изменяется в широком диапазоне, достигая на Тарханкутском п-ове 400 м. Разрез нижнего эоцена северо-западного Крыма, прибрежной зоны Северного Причерноморья и на прилегающей акватории сложен тёмно- и зеленовато-серыми известняковыми глинами, иногда глинистыми мергелями. На Керченском п-ове и вероятно на близлежащих акваториях распространены не известняковые аргиллиты. В других районах нижний эоцен представлен более мелководными фациями — песчанистыми зеленоватыми глинами с прослойками алевролитов, песчаников и мергелей. Мощность пород невелика, как правило не превышает 30-50 м, только на Тарханкутском п-ове и северо-западном черноморском шельфе она увеличивается до 100-150 м.

## Тектоника
Сейчас существует две группы исследователей, которые по-разному представляют себе тектоническое строение юга Украины. 1-я — последователи М. В. Муратова, который в 1955 году выделил между южным краем докембрийской Восточноевропейской платформы и альпийскими сооружениями Карпат, Балкан, Крыма, Кавказа и Копетдага область палеозойскоранемезозойской складчатости (Скифская плита). Хотя 2-я, где одним из представителей является И. В. Попадюк, поддаёт сомнению, как размещению границ скифской плиты, возраст её складчатости, так и влияние разломной тектоники фундамента на формирование структуры осадочного чехла, границы структурных элементов последнего.
Тектоническая схема структурных элементов осадочного комплекса территории юга Украины и прилегающих морских акваторий (за Муратовым М. В., Денегой Б. И., Богайцем О. Т., Полухтовичем Б. М., Захарчуком С. М.) включает в себя такие основные элементы:
- Восточно-Европейская древняя платформа
  - Молдавская моноклиналь
  - Южно-украинская моноклиналь
- Скифская плита
  - Переддобружский прогиб
  - Каркинитско-Северо-Крымский гребнеобразный прогиб
  - Северо-Азовский прогиб
  - Краевой уступ
  - Нижнепрутский выступ
  - Вал Губкина
  - Каламитско-Центральнокрымское мегаподнятие
  - Среднеазовское поднятие
- Альпийское складчатое сооружение Горного Крыма
  - Альминская впадина
  - Индоло-Кубанский краевой прогиб
- Черноморская глубоководная впадина
  - Восточно-Черноморская впадина
  - Западно-Черноморская впадина
  - Вал Андрусова

Общие тектонические элементы в процессе формирования испытали неоднократной перестройки. Поэтому осадочных чехол имеет сложное строение, а границы структурных элементов по различным комплексам не всегда совпадали. На южном погружении Восточноевропейской платформы, учитывая строение поверхности кристаллического фундамента, полноту и мощность разрезов осадочного чехла, чётко выделяются два района: западный (Молдавская моноклиналь) и восточный (Южно-Украинская моноклиналь), граница между которыми проводится по Одесскому глубоководному разлому. На юг от Южно-Украинской моноклинали в границах дискуссионной Скифской плиты расположены различно вековые прогибы, приуроченные к сложно построенной зоне сочленения древней восточноевропейской платформы и молодой скифской плиты. Прогибы полны платформенных отложений различных стратиграфических диапазонов. В Западном Причерноморье выделяется Переддобружский гребнеобразный прогиб заполненный толщей вендских, палеозойских и триасовых отложений, на которых с размывом залегают породы юры и мела. На восток от него находится Каркинитско-Северокрымский гребнеобразный прогиб, заполненный преимущественно мелово-палеогеновыми отложениями. Краевой уступ наблюдается на запад от Каламитско-Центральнокрымского мегаподнятия. Северо-Азовский прогиб через Чингульскую седловину соединён с северо-восточным окончанием Каркинитско-Северокрымского прогиба. Некоторые исследователи считают оба прогиба протяжённой гребнеобразной структурой, которая наложена на южное погружение складчатого фундамента Восточноевропейской платформы. На юг от описанной системы прогибов расположена полоса поднятого залегания складчатой основы платформы, которая чётко выражена в структуре осадочного чехла. В её состав входят (с запада на восток): Нижнепрутский выступ, вал Губкина, Каламитско-Центральнокрымское мегаподнятие и Среднеазовское поднятие. Нижнепрутский выступ занимает юго-западный угол Днепровско-Прутского междуречья и является северо-западным погружением Северной Добруджи, которое перекрыто маломощным чехлом неоген-антопогеновых образований. Вал Губкина ограничивает с юга Переддобрудский прогиб. На юго-западе он по глубинному разлому Георгиевского гирла Дуная присоединяется к Северной Добрудже, а на востоке — погружается, замыкаясь, близь Одесского гудбоководного разлома.

## Нефтегазоносность
В Причерноморье выделяют 8 нефтегазоносных и перспективных комплексов (сверху вниз):
- Среднемиоценово-плиоценовый (N1-N2)
- Олигоценово-нижнемиоценовый (майкопский) (E3-N1)
- Палеоценово-эоценовый (E1-E2)
- Нижнемеловой (K1)
- Юрский (J)
- Пермско-триасовый (P-T)
- Силурийско-каменноугольный (S-C)

Силурийско-каменноугольный комплекс пород является перспективным в границах Переддобрудского прогиба и прилегающей к нему с севера узкой полосе холма Восточноевропейской платформы на запад от Одесского разлома. В результате поисково-разведывательных работ открыты небольшие Восточно-Саратское и Жовтоярское нефтяные месторождения. Кроме того, приливы тяжёлой нефти получены из скважины на Билолесской, Розовской, Саратской, Сариярской и Ярославской площадях и горячего газа на Жовтоярской структуре. Породы-коллекторы преимущественно представлены в силурийской и среднедевонско-визейской частях разреза, сложенных преимущественно органогенно-обломковыми, мелкозернистыми и пелитоморфными известняками и доломитами. Их плотность составляет 2640—2720 кг/м³, открытая пористость 0,23—7,42 %, чаще — 1—3 %. Медианное значение открытой пористости 3,1 %. Межзерновое проникновение не более 0,0001 мкм², трещинная — 0,8303 мкм². Каверны, вторичные поры и трещины также повышают емкостные качества пород. Про наличие хороших коллекторов в данной части разреза свидетельствуют приливы пластовых вод, что достигают 240 м³/сутки. В преимущественно глинистых породах нижнего девона и верхней части нижнего карбона, которые являются соответственно субрегиональной и зональной покрышками, встречаются прослойки и пачки песчаников и алевролитов, коллекторские качества которых практически не обнаружены. К зональным и локальным экранам относят отдельные пачки среди карбонатных пород среднедевонского-визейского возраста, обогащены сульфатными и глинистыми разновидностями. В акваториях Чёрного моря в палеозойских отложениях состоянием на 1994 год сейсморазведкой обнаружены две структуры — Медуза и Катран. На глубинах до 3 км в толще палеозоя ожидаются нефтяные залежи, в интервале 3—5 км — нефтяные и частично (2:1), а ниже 5 км — преимущественно газовые. Перспективными в Черноморской области считаются неогеновые горные породы до глубины 5—7 км. Распределение ресурсов (млн т условного топлива): Причерноморье — 78,3, Северное Причерноморье — 23, Северный Крым — 54, Керченский полуостров — 128,7, Северо-восточный шельф Чёрного моря — 604,1, континентальный склон и глубоководная впадина Чёрного моря — 346, Прикерченский шельф Чёрного моря — 257, шельф Азовского моря — 324,8. Преимущественная часть ресурсов углеводородов шельфа припадает на глубины до 100 м. Промышленная добыча газа ведётся с 1966 года, нефти — с 1950-х годах. С начала разработки добыто приблизительно 0,07 млн т нефти, более 17 млрд м³ газа и 0,25 млн т газового конденсата.

## Разработка месторождений
Промышленная добыча нефти на территории Керченского полуострова начата в 1950-х гг. на Мошкаровском, Владиславском и Куйбышевском нефтяных промыслах. Дебиты скважин были незначительными и со временем их эксплуатация была прекращена. В 1983 г. после использования более универсальных технологий раскрытия пластов и интенсификации приливов разработку этих месторождений возобновили. Промышленная добыча газа в регионе начата в 1966 г. на Глебовском месторождении. В последующие годы введены в разработку Задоренское (1967 г.) и Джанкойское (1970 г.), что сделало возможным довести добычу в 1972 г. до 853.5 млн. м³. Далее она постепенно уменьшалась до 215.8 млн. м³ в 1981 г. 

## Состояние запасов и ресурсов углеводородов
На 01.01.1994 г. начальные суммарные добываемые ресурсы Южного нефтегазоносного региона составляли 1812.9 млн. т условного топлива, в том числе на суше 281 млн. т (15.5%) и акваториях 1531.9 млн. т (84.5%); из них соответственно нефти — 22.3 и 115.0 млн. т, свободного газа — 231.0 и 1294.9 млрд. м³, растворимого газа — 0 и 22.0 млрд. м³, конденсата — 27.7 и 100.0 млн. т.

## Направления геолого-разведывательных работ по нефти и газу
В границах юга и акваторий Украины нефтегазопоисковые работы проводятся в Индоло-Кубанском, Каркинитско-Северокрымском прогибах и Прикерченском шельфе Чёрного моря.